# Paradoxe de Goodman
Le paradoxe de Goodman, ou paradoxe du « vleu-bert », ou encore paradoxe de l'émeraude « vleue » est énoncé par Nelson Goodman en 1946, puis repris en 1955 dans son ouvrage Faits, fictions et prévisions (en).
Ce paradoxe est un approfondissement du paradoxe de Hempel. Il a beaucoup contribué à alimenter le débat autour de l'induction. Il a notamment été étudié par Yael Cohen, Alfred Ayer, Nathan Stemmer, Lin Chao-Tien et Satoshi Watanabe (en) dans son livre Knowing and guessing.

## Énoncé
Goodman inventa l'adjectif « vleu » (« grue » en anglais) signifiant: 

« observé avant une certaine date t et vert  ou pas observé avant t et bleu. »

Par symétrie, on peut considérer l'adjectif « bert » (« bleen » en anglais) signifiant « observé avant une certaine date t et bleu  ou pas observé avant t et vert ». Goodman avance alors que si l'observation d'une émeraude verte étaye l'induction logique que  « toutes les émeraudes sont vertes », elle étaye de la même manière l'affirmation que « toutes les émeraudes sont vleues ». Il est donc paradoxal que nous soyons prompts à accepter la première affirmation, et non la seconde.

## Remarques préliminaires
Il est malheureusement difficile de trouver un exposé suffisamment clair et précis de la question dans la littérature.
De nombreux auteurs rapportent ce paradoxe en choisissant arbitrairement une date future pour t. Par exemple,

« vert jusqu'au 31 décembre 2999 à minuit, et bleu ensuite. »

Toutefois l'emploi d'une date prédéfinie (et non d'une durée) a son importance pour le physicien. Celui-ci peut alors argumenter que la probabilité d'un événement à une date prédéfinie est nulle. Par conséquent, la possibilité d'existence d'un objet vleu devient nulle également[pas clair].
Il faut alors plutôt formuler par exemple

« vert avant l'an 3000, devient rapidement bleu ensuite. »

Pour la physique, cette dernière définition est radicalement différente de la définition initiale.
Par ailleurs, le sens de « toutes les émeraudes sont vertes » est ambigu car cette phrase a deux interprétations :
- « toutes les émeraudes sont vertes maintenant » ;
- « toutes les émeraudes sont vertes de tout temps ».

Il est crucial de remarquer que l'observation de la totalité des émeraudes ne permet d'induire aucune de ces deux possibilités. Pourtant on induira aisément que « toutes les émeraudes sont vertes ». Ce nouveau paradoxe montre le caractère vain d'une discussion hors d'un cadre formel.

## Solutions proposées
Les réseaux bayésiens permettent de modéliser le paradoxe en ouvrant les probabilités a priori sous-jacentes. La probabilité qu'une émeraude soit verte et le reste dépend de deux choses : le nombre d'émeraudes observées et la probabilité qu'un minéral d'une couleur donnée le reste. La probabilité qu'une émeraude soit vleue dépend de la stabilité observée de la couleur des minéraux dans le monde considéré. 

## Considérations philosophiques
Hume puis Goodman avancèrent que nous justifions nos inductions par « la coutume et l'habitude »,. Celles-ci nous portent à préférer « vert » plutôt que « vleu ». La plus grande partie du débat porte alors sur la question de savoir si les termes « vleu » et « bert » sont assignables, c'est-à-dire, s'il est légitime de les prendre en considération.
Goodman et Yael Cohen raisonnèrent sur une expérience de pensée anthropologique d'un monde dual où une tribu, possédant les mots familiers « vleu » et « bert », considérerait les mots « bleu » et « vert ». (Voir aussi Le Cru et le Cuit).

## Considérations épistémologiques et physiques
- Le débat philosophique autour de l'induction omet que l'extrapolation n'est pas affaire que d'induction, mais d'un mouvement permanent entre induction et déduction : nous observons peu d'objets *minéraux* qui changent de couleur à une date précise et en induisons que le phénomène est rarissime. S'il est rarissime, nous en déduisons que le changement de couleur de ce type de gemme à une date donnée le sera aussi jusqu'à plus ample informé[réf. nécessaire].
- Le degré de confiance que nous mettons dans la proposition « toutes les émeraudes sont vertes » ne dépend pas seulement d'un nombre d'observations d'émeraudes vertes (voir Paradoxe de Hempel), ni du nombre de minéraux changeant rarement de couleur. La question relève aussi de la physique. Pourquoi pouvons-nous affirmer, induire ou encore avancer que « toutes les émeraudes sont vertes » ? Pourquoi nous ne pouvons pas induire que « toutes les émeraudes sont vleues » ? Parce que le changement de couleur d'une émeraude nécessite un agent du changement, et qu'on n'en voit guère qui serait coordonné au calendrier[réf. nécessaire].

Puisque nous ne disposons d'aucun argument prouvant ou réfutant le caractère vleu de chaque émeraude, le rasoir d'Occam plaide pour la priorité à « toutes les émeraudes sont vertes »[réf. nécessaire].
Une hypothèse importante (induite) de la physique est l'intemporalité de ses lois : les lois fondamentales de la structure des matériaux (notamment des émeraudes) sont supposées connues, car confortées :
- par un nombre important d'expériences en cristallographie,
- par une théorie sous-jacente ayant elle-même permis d'établir des faits nouveaux avant expérimentation

Le fait que toutes les émeraudes soient vertes confirme aussi qu’elles sont « vleues », car quelle certitude avons-nous sur la couleur des émeraudes au XXXe siècle ? Seront-elles bleues ou resteront-elles vertes ?
Pour établir un modèle du monde, nous devons admettre la stabilité de nos observations, au risque de nous tromper parfois, comme en dénigrant jadis le concept alchimique de transmutation, vérifié pourtant dans le phénomène de la désintégration radioactive. Pour disposer d'un système du monde fiable, perméable à une compréhension logique, on ne peut accepter l'idée d'un changement imprévisible où il faudrait alors s'en remettre aux dés, comme dans la Babylone de Borges. Au contraire, la science cherche à réduire la part du hasard et à développer des conceptions reproductibles : « La science sera déterministe ou ne sera pas » (Henri Poincaré). L'intérêt des paradoxes de Goodman et de Hempel déborde le cadre de l'épistémologie, pour confiner à la physique[pas clair], car il existe un double parallèle frappant entre d'une part le paradoxe de Hempel sur des « variétés » exotiques de corbeaux et le concept d'isotopes des éléments chimiques et, d'autre part, entre le paradoxe de Goodman sur la variabilité inopinée des choses et la transmutation des éléments, qu'elle soit spontanée, par radioactivité naturelle, ou sous l'effet d'un artefact, dans la radioactivité artificielle.
La radioactivité semble déroger au rasoir d'Occam : si la plupart des éléments restent indéfiniment ce qu'ils sont (aux transformations chimiques près), certains éléments (les isotopes radioactifs) changent soudain de nature, par désintégration radioactive, comme l'hypothétique émeraude « vleue » de Goodman changerait inopinément de couleur. Cette analogie entre les paradoxes de Hempel (existence d'isotopes, « variétés » discrètes des éléments) et de Goodman (transmutation spontanée des éléments) est intéressante à remarquer parce qu'elle permet de voir, rétrospectivement, qu'on aurait pu envisager et l'existence des isotopes et celle de la radioactivité d'un point de vue théorique, avant même leur découverte concrète, si ces deux paradoxes sur la connaissance des choses avaient été conçus plus tôt et avaient été appliqués à la nature de la matière. Cité dans Le Trésor des paradoxes, Samuel Butler[Lequel ?] résume ce paradoxe de « l'incertitude de toute certitude » dans la connaissance (ou de la certitude d'incertitude) : « On ne peut être sûr de rien, ni même du fait qu’on ne peut être sûr de rien »[Où ?].